# Order Honoru (Grecja)
Order Honoru (gr. Τάγμα της Τιμής) – drugie w kolejności precedencji odznaczenie Grecji.
Ustanowiony został 18 sierpnia 1975, po powstaniu III Republiki w tym kraju, by zastąpić królewski Order Jerzego I, który skasowano, ale jego posiadacze nadal mogą go nosić. Nadawany jest Grekom i cudzoziemcom za wybitne osiągnięcia w dziedzinie obrony ojczyzny i na polu handlu, żeglugi morskiej oraz sztuki i nauki. Mogą go otrzymać tylko najwyżsi urzędnicy państwowi. 
Order jest pięcioklasowy według znanego schematu Legii Honorowej:
- Krzyż Wielki
- Wielki Komandor
- Komandor
- Oficer Krzyża Złotego
- Kawaler Krzyża Srebrnego

Insygnia orderu to krzyż emaliowany na niebiesko ze złotymi brzegami, posiadający w medalionie awersu zwróconą na lewo złotą głowę bogini Ateny, otoczoną napisem: „Ο AΓAΘOΣ ΜΟΝΟΣ TIMTEOΣ” („Tylko sprawiedliwi będą uhonorowani”), a w medalionie rewersu biały krzyż grecki z datą 1975, oraz srebrna ośmiopromienna i brylantowana gwiazda dla I i II klasy, na którą nałożony jest awers krzyża. Wstążka orderu jest ciemnoniebieska z dwoma brązowymi bordiurami po bokach.
| Baretki Orderu Honoru | Baretki Orderu Honoru | Baretki Orderu Honoru | Baretki Orderu Honoru | Baretki Orderu Honoru    |
| --------------------- | --------------------- | --------------------- | --------------------- | ------------------------ |
| Krzyż Wielki          | Wielki Komandor       | Komandor              | Oficer Krzyża Złotego | Kawaler Krzyża Srebrnego |